# Discotheque Orfeon A Go-gó
Discotheque Orfeon A Go-gó fue un programa musical de televisión dirigido a la juventud mexicana y el primero en dedicarse a difundir música juvenil en español en México.[cita requerida] Fue transmitido durante la década de los años 1960 (de 1961 a 1969) en México y se dedicó a difundir los ritmos juveniles de la época incluyendo el rock and roll (que ha sido uno de los ritmos musicales más influyentes del siglo XX). Considerado por muchos como el antecedente de los actuales videoclips difundidos por canales como MTV.

## Breve cronología
El programa inicia transmisiones con el nombre de Premier Orfeón, esto hacia 1961 y patrocinado por el sello discográfico Discos Orfeón en el cual grababan muchos grupos de rock and roll, baladistas y exponentes de otros géneros musicales juveniles de la época como el twist.  En aquel entonces se transmitió por Televicentro. 
Hacia el año de 1965 el programa adopta el nombre de Discotheque Orfeon A Go-gó, haciendo alusión a uno de los ritmos musicales más populares que apareció en la época.
El programa se transmitía los viernes por la noche, con duración de media hora y sale del aire hacia 1969.

## Elenco
En este programa se presentaron grupos musicales como Los Locos del Ritmo, Los Hooligans, Los Rockin' Devils, Los Belmont's, Los Hitters, Los Hermanos Carrión, Los Baby's y muchos más; también solistas como José José -aún con el nombre artístico de Pepe Sosa- y Ricardo Roca, entre otros. También Bill Halley and the Comets estuvieron presentes en varias emisiones, ya que grababan en la discográfica productora del programa. El programa tuvo varios conductores entre ellos Luis "Vivi" Hernández quien en sus inicios fuera vocalista de Los Crazy Boys y el tema oficial era "La Hora del Jerk" con Los Hitters.

## Importancia
En los inicios de la televisión mexicana -en una época en la cual pocos mexicanos tenían una TV en casa- escasos fueron los programas de televisión dedicados especialmente para los jóvenes, Rock 730 fue el pionero y Discotheque Orfeón a gogó el más conocido y con mayor permanencia ininterrumpida al aire. Este programa puede considerarse el antecedente de los hoy tan comunes videoclips, ya que los únicos foros en donde se presentaban artistas juveniles mexicanos eran programas cómicos  y de variedades, además de las películas en las cuales sólo intervenían brevemente. Se ha cuestionado su relevancia por la difusión de covers en español, sin embargo existe material de producción original grabado por algunos intérpretes -aunque muchas personas lo desconocen- y que llegó a difundirse en el programa. Este programa en su época fue revolucionario por estar dirigido a la juventud y la difusión de su música. En el además habían "chicas a gogó" que bailaban los éxitos del momento y en ocasiones anunciaban los nuevos lanzamientos discográficos del sello Orfeón. En muchas ocasiones los artistas se ambientaban en la temática de las canciones durante la transmisión.

## Actualidad
La empresa que patrocinó el programa -Discos Orfeón- aún existe y ha realizado algunas reediciones en diversos formatos con algunas de las canciones más representativas del programa, sin embargo muchas de las cintas originales jamás se han reeditado -forman parte del inmenso archivo de Discos Orfeón- y gran parte de los videos grabados nunca se han retransmitido ni digitalizado y probablemente se encuentran en la gran videoteca de lo que hoy es Televisa.
En el año de 1989 el entonces director de la videoteca de Televisa -el musicólogo Jaime Almeida- rescata algunos de los videos de tal programa -grabados en blanco y negro- que hoy en día pueden verse en sitios especializados como You Tube, sin embargo muchos de los videos no han sido vistos salvo por personas que vivieron la época.
- Datos: Q5808295